# Археорнитоидес
Археорнитоидес (лат. Archaeornithoides) — род тероподовых динозавров из семейства троодонтид (Troodontidae), обитавших на территории современной Монголии во времена позднемеловой эпохи (83,5—70,6 млн лет назад). Типовой и единственный вид — Archaeornithoides deinosauriscus.

## История открытия
В 1965 году польско-монгольская палеонтологическая экспедиция обнаружила окаменелость небольшого динозавра в районе Баянзаг, Монголия. В 1983 году о находке сообщил Анджей Эльжановский. Останки были объявлены типовым образцом Archaeornithoides deinosauriscus Эльзановским и Петером Велльнхофером в 1992 году. В 1993 году останки были подробно описаны теми же учёными.
Родовое наименование (Archaeornithoides) означает «подобный древней птице» на древнегреческом. Видовое название deinosauruscus означает «маленький динозавр» и указывает на сравнительно небольшие размеры животного.
Голотип ZPAL MgD-II/29 был найден в верхнемеловых речных отложениях формации Джадохта, относящихся к верхнему кампанскому ярусу. Он состоит из сочленённых между собой, но фрагментарных черепа и нижней челюсти, обеих половинок верхней челюсти, скуловых костей, костей нёба и зубов. Образец ранее принадлежал подростковой особи.

## Описание

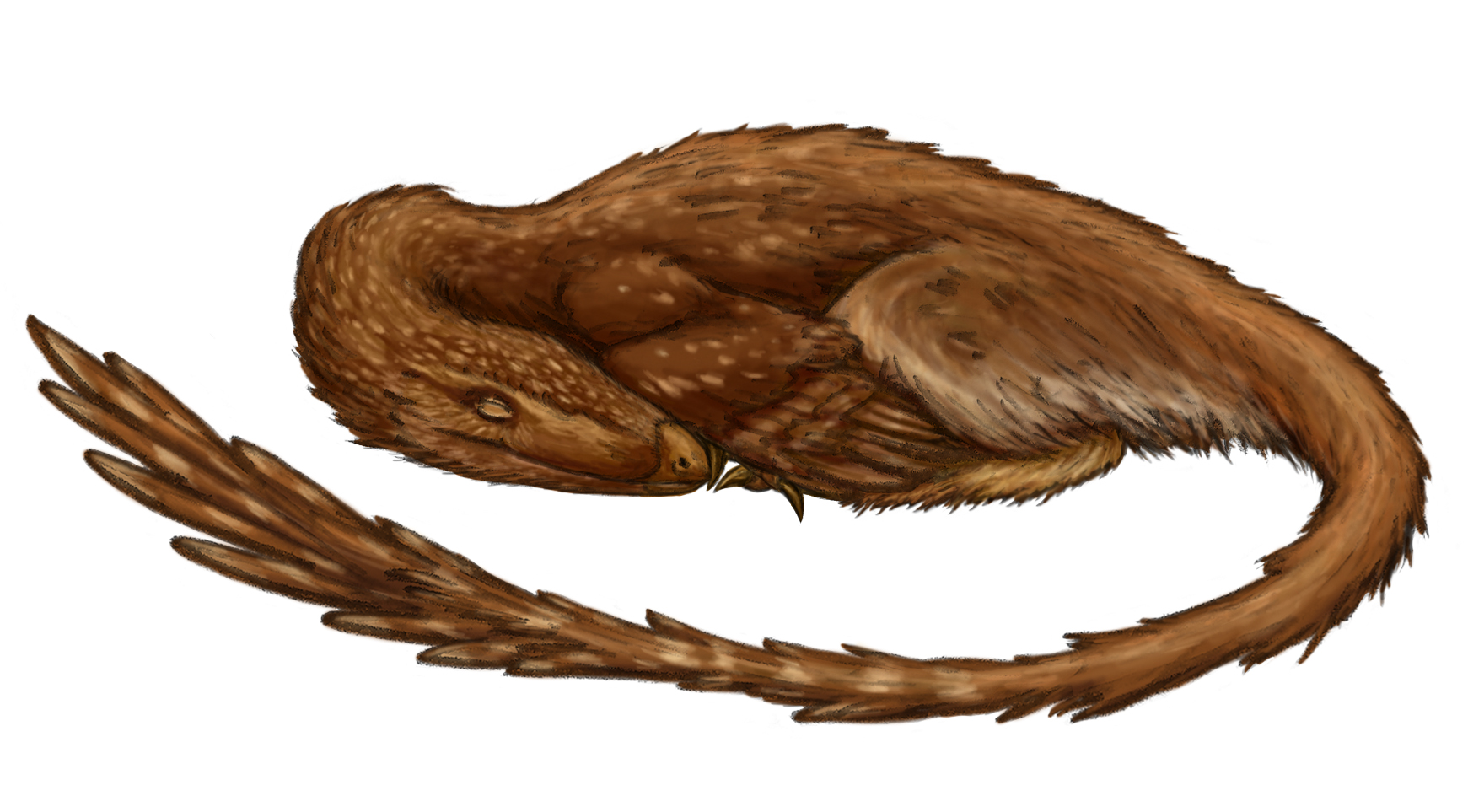
Реконструкция археорнитоидеса в позе сна, известной для Mei long

Голотипом типового вида является очень маленькая особь. Фрагмент головы имеет длину всего 27 миллиметров, что указывает на исходную длину черепа около 5 сантиметров. Длина тела оценивается в 50 или 60 сантиметров, что делает археорнитоидеса одним из самых маленьких известных динозавров. Длина взрослой особи не определена.
На черепе археорнитоидеса имеются длинные предглазничные пазухи, протяжённостью более трёх четвёртых длины верхней челюсти. Челюсть несёт по меньшей мере восемь зубов. Они небольшие, конической формы, гладкие, без морщинок и зубчатости. Нёбные кости, возможно, указывают на наличие вторичного нёба.

## Классификация
Эльжановский и Велльнхофер утверждали, что археорнитоидес был ближайшим родственником птиц. Этот вывод опирался на ключевые особенности птичьих: гребенчатый шов между верхнечелюстной и предчелюстной костями, широкие нёбные пластинки, пневматические пазухи, отсутствие межзубных пластин и зубчатых зубов. Тем не менее, с момента публикации все эти признаки были обнаружены в новых окаменелостях взрослых и/или подростковых особей троодонтов и дромеозавров. Авторы также пришли к выводу в 1993 году, что археорнитоидесы были тесно связаны с троодонтидами, спинозавридами и лисбоазаврами, и все эти таксоны вместе с птицами формируют кладу, указывая на то, что птицы произошли от более примитивных динозавров, чем считалось ранее. Однако последующие исследования не подтвердили тесную взаимосвязь между троодонтидами и спинозавридами, а лисбоазавра впоследствии причислили к ящерицам и крокодилам. Некоторые учёные предположили, что образец подростковой особи археорнитоидеса может принадлежать к ранее открытым видам монгольских троодонтид, таких, как заурорнитоидес или Byronosaurus. Тем не менее, исследования черепа подростковой особи Вyronosaurus показали, что тероподы обладали множеством отличительных особенностей взрослых особей, даже насечками или эмбрионами, и что отсутствие этих особенностей твёрдо указывает на связь археорнитоидеса с известными образцами взрослых животных, что, в свою очередь, указывает на отдельный вид. В 2009 году Бевел и Норелл не обнаружили доказательств, которые позволили бы разместить этот род так близко к птицам. Также остаётся слабая надежда, что археорнитоидес был молодым троодонтидом.

## Возможные следы хищных млекопитающих
Эльжановский и Велльнхофер отметили, что образец имеет явные следы укусов, а задняя часть головы отсутствует, и предположили, что челюсти были отделены от черепной коробки дельтатеридием — млекопитающим размером с хорька, которое также найдено в формации Джадохта. Кларк и его коллеги добавили, что, возможно, останки археорнитоидеса прошли через пищеварительный тракт хищника перед фоссилизацией. В таком случае, это будет первый зафиксированный случай поедания мезозойским млекопитающим динозавра.